# Жабите
„Жабите“ (в оригинал: Βάτραχοι) е комедия от древногръцкия драматург Аристофан, създадена през 405 г. пр.н.е. Същественият сюжет на „Жабите“ е слизането на Дионис, бог с много човешки слабости, в подземния свят, подигран от жабите, докато се учи да гребе в лодката на Харон. Дионис търси велик трагичен поет и прави избор между Есхил и Еврипид чрез конкурс, в който двамата поети пародират и осмиват стихове от произведенията на другия.
Налице са два хора: единият, невидим, е на Жабите, а другият, който се явява на сцената, е на Посветените на Елевзинските мистерии.
Комедията има пролог, парод, четири епизода и екзод. Парабазата е след първия епизод. Главната част от третия епизод е агонът между Есхил и Еврипид. Стазим като особена хорова песен има в края на парода, в края на третия епизод и в началото на екзода. Всички останали хорови части са неделими от диалога.
Комедията „Жабите“ е била поставена на сцена през 405 г. пр.н.е. на празника Ленеи и получила първата награда. Съперници на Аристофан били Фриних (с комедия „Музите“) и Платон (с „Клеофонт“), които получили съответно втората и третата награда.

## Герои
- Ксантий
- Дионис
- Херакъл
- Мъртвец
- Харон
- Хор от жаби
- Хор от посветени в Мистериите
- Еак
- Прислужница на Персефона
- Две кръчмарки
- Роб на Плутон
- Еврипид
- Есхил
- Плутон

## Обстановка
1. Действието в началото на пролога се развива в неопределена област на Гърция.
2. От втората част на пролога до края на комедията то протича в Подземното царство.

## Сюжет

### Пролог
Дионис, който не е доволен от съвременните поети, отива в подземното царство, за да си доведе някого оттам. Съпровождан е от роба си Ксантий (технически негов роб но явно по-умен, по-силен, по-рационален, по-разумен и по-смел от Дионис). Двамата се отбиват в дома на Херакъл и го молят да ги упъти (тъй като той вече е ходил там). Херакъл ги осведомява как се стига до мястото на блажените (посветените), които можели да ги упътят нататък. Робът се оплаква от тежестта на багажите и се обръща за помощ към един мъртвец, когото изнасят от дома му. Но не успяват да се договорят за цената на услугата и мъртвецът отказва. Стигат до езерото и Харон ги прехвърля, но принуждава Дионис да гребе. Чуват хора на жабите. Срещат и първите чудовища. Преди Дионис и Ксантий да могат да отидат твърде далеч, се сблъскват с чудовището Емпуза. Дионис е изключително уплашен. Хорът на Посветените на Елевзинските мистерии влиза и пее песен за Якх, Деметра и дъщеря ѝ Персефона.

### Парод
Достигат до мястото на посветените (хор). Посветените споменават известни атиняни – съперници на Аристофан, политици. Упътват ги нататък.

### Първи епизод
Двамата влизат в подземното царство. Дионис, който се е маскирал като Херакъл, има неприятности, тъй като при слизането си там Херакъл е нанесъл вреди на мнозина: отвлякъл кучето Цербер и отказвал да плаща в кръчмите и странноприемниците. Дионис моли роба да си разменят дрехите. Ксантий се съгласява и взима лъвската кожа и боздугана. Явява се прислужница на Персефона, която предлага обяд и хубави момичета, а Ксантий е повече от щастлив. Дионис веднага взима обратно кожата и боздугана; но след малко, когато се явяват две ощетени кръчмарки и се нахвърлят върху него със заплахи, отново моли Ксантий да го замести. Накрая влиза Еак и арестува Ксантий (защото го смята за Херакъл). Ксантий отрича обвиненията и предлага да изтезават роба му, за да научат истината. Изплашеният Дионис казва, че не е роб, а бог. Еак нарежда на робите си да бият и двамата, за да научи кой какъв е. И Ксантий, и Дионис чувстват болка, но се преструват, че не е така, защото боговете не би трябвало да чувстват телесна болка. Ксантий издържа и настоява, че е Херакъл. Накрая Еак ги отпраща при Хадес и Персефона, които лично да се занимаят с техния случай.

### Парабаза
Хорът казва, че твърде много хора са започнали да получават атинско гражданство за незначителни заслуги.

### Втори епизод
Ксантий разговаря с един от робите на Хадес. Все пак Хадес успял да узнае, че Дионис е господарят, а Ксантий – робът. Става ясно, че в царството е избухнал скандал между Есхил и Еврипид. До смъртта на Еврипид Есхил имал почетно място при трона на Хадес и храна в подземния пританеум. Но мъртвите харесали представленията на Еврипид и го провъзгласили за по-добър поет. Това принудило Хадес да организира специално състезание между двамата. Оказва се, че Софокъл, който е умрял преди Еврипид, никога не е претендирал за първото място, а още с пристигането си признал публично превъзходството на Есхил.

### Трети епизод
Дионис става модератор на спора.

### Агон
В поредица от конкурси, Есхил и Еврипид спорят кой е по-добрият в пролозите, текстовете на песните и кой може да направи гражданите по-добри. Еврипид твърди, че хоровите партии при Есхил са прекалено дълги и актьорите бездействат; е речта е претоварена с редки и архаични думи, което я прави неразбираема. Есхил казва, че той е избирал сериозни теми за драмите си и е представял герои, а противникът му предлага на публиката нищожни и порочни характери. Неговите драми подтиквали съгражданите му към патриотизъм и военни подвизи, а тези на Еврипид – към хитруване и празнословие.

### Четвърти епизод
Еврипид намира излишества и логически грешки в монолозите на Есхиловите герои; Есхил намира стиховете му за еднообразни. Дионис не може да стигне до заключение, така че той нарежда стиховете на двамата поети да бъдат претеглени на везни, но това не помага. Хадес също отказва да посочи победител, защото бил приятел и с двамата. Дионис им задава въпроси около политическия живот в Атина и тъй като отнася въпросите до възвишени неща като смърт и реки, Есхил печели претеглянето. Дионис и поетът победител тръгват към палата на Хадес за празненство.

### Екзод
Хорът подкрепя Есхил. Хадес поръчва на заминаващите да му изпратят по-скоро някои атиняни. Есхил оставя Софокъл за свой заместник, защото го смята за втория по мъдрост поет. Есхил обижда Еврипид, като го нарича лъжец и хитрец; казва, че не заслужава да седне на престола му. Хадес заявява да изпратят Есхил към горния свят в съпровод с неговите песни.

## Издания на български език
- Жаби. Превод Ив. Шишков. Пловдив, 1917
- Комедии. Превод от старогръцки език в стих Александър Ничев. София: Народна култура, 1985, 780 стр.